# Garfield Minus Garfield
Garfield Minuss Garfield é uma webcomic de Dan Walsh. Cada tira de Garfield Minus Garfield é uma edição de uma história em quadrinhos do quadrinho Garfield, removendo todos os personagens, exceto o proprietário de Garfield, Jon Arbuckle. Jim Davis, o criador de Garfield, aprovou o projeto, e um livro oficial de Garfield (também chamado de Garfield Minus Garfield ) foi publicado por sua empresa. Foram editados principalmente quadrinhos por Walsh, com alguns quadrinhos contribuídos por Davis.
"Garfield Minus Garfield"  também é o nome de uma tira publicada pela Paws Inc, com a mesma premissa, que começou no final de 2008 e terminou em 2020.

## Conteúdo
Garfield Minus Garfield é feito a partir de tiras do Garfield existentes, que são editadas para remover o gato Garfield e seus balões de pensamento da imagem, além de remover outros personagens como Nermal e Odie . Nenhuma outra alteração é feita, isso deixa Jon Arbuckle falando sozinho na tirinha.O criador Dan Walsh observou que, como Garfield na verdade não responde a Jon, mas apenas pensa, todas as conversas de Jon estão em sua cabeça de qualquer maneira. Walsh disse que escolheu propositalmente tiras que fariam Jon parecer o mais "metafisicamente atormentado" possível, dizendo "Se Jon está feliz, minhas tiras não funcionam".
A colunista do New York Times, Cate Doty disse sobre a tirinha "Sem os balões de pensamento fofos de seu gato amante de lasanha, as observações de Jon parecem oscilar entre a crise existencial e o desespero profundo."
Em 2008, Walsh publicava uma história em quadrinhos por dia, cada uma levou cerca de cinco minutos para ser feita.

## História
Garfield Minus Garfield foi criado por Dan Walsh, gerente de tecnologia de Dublin, Irlanda. Tudo começou como um blog na plataforma Tumblr. A história em quadrinhos seguiu uma série de outros remixes de histórias em quadrinhos de jornais, como "The Dysfuncional Family Circus" e "Marmaduke" . Walsh disse que não foi o primeiro a ter a ideia de remover Garfield de sua própria tira, dizendo que "a ideia estava circulando em fóruns por alguns anos antes de eu começar a publicá-los... mas acho que é é justo dizer que o defendi e popularizei."
Jim Davis, o criador de Garfield, aprovou a obra, e em outubro de 2008, a editora de livros Ballantine Books lançou um livro de Garfield Minus Garfield em cores, com os quadrinhos originais ao lado dos alterados. É creditado a Jim Davis, com prefácio escrito por Dan Walsh. Dentro do livro, entretanto, a maior parte do conteúdo é dedicada a uma seção com "Garfield Minus Garfield Strips by Dan", seguida no final por "Uma palavra de Jim Davis (traduzido do inglês)" e uma pequena seção das próprias tentativas de Davis de fazer Garfield Minus Tiras de Garfield . Uma crítica na New Yorker disse que publicar os quadrinhos originais ao lado dos editados "diminui enormemente o efeito de 'Menos'" e provavelmente foi feito para proteger a marca Garfield. Uma crítica da Publishers Weekly disse que, embora Walsh tenha alterado completamente as piadas de Davis, "as tentativas de Davis no conceito são, em sua maioria, apenas piadas sobre o dono de Garfield, Jon Arbuckle."
Paws, Inc, empresa que publica Garfield, publicou sua própria tirinha na GoComics a partir de novembro de 2008. A tirinha também se chamava "Garfield Minus Garfield" e tinha a mesma premissa. De acordo com sua página sobre a história em quadrinhos da Paws Inc, ela é "baseada no fenômeno desencadeado pela webcomic hilariante e extremamente popular de Dan Walsh". Ao contrário da versão de Walsh, que também incluía a tira original de Garfield por baixo.
A publicação da versão da Paws, Inc cessou em 2020 e não está mais na GoComics.
Os quadrinhos de Walsh ainda estavam em exibição até 2020, onde apenas sete tiras foram publicadas. Após isso não se têm mais informações sobre essa tirinha

## Recepção
No seu auge, o site recebeu cerca de 300 mil acessos por dia. A webcomic recebeu atenção de vários grandes meios de comunicação em 2008, como o The New York Times, NPR, Time, The Washington Post, Entertainment Weekly, The New Yorker, e o Boston Herald . Um crítico de Mother Jones chamou as tiras de "devastadoras e hilariantes sobre a solidão, sem piadas ou piadas, uma reminiscência das primeiras tiras terrivelmente sombrias de Snoopy". Um redator da CBR disse: "O companheiro mais consistente de Jon tem sido a depressão crônica... Remover Garfield da equação trouxe essas questões para o primeiro plano." A Publishers Weekly concluiu sua análise: "Se Samuel Beckett fosse um cartunista, ele poderia ter produzido algo assim."
O criador e artista de Garfield, Jim Davis, comentou sobre o webcomic, afirmando que lia de vez em quando e que achava "fascinante", além disso disse que ficou lisonjeado com a imitação.

## Trabalhos semelhantes
A revista online Mental Floss coletou uma lista de edições de Garfield; assim como Garfield Minus Garfield  e De-Garfed (que apenas remove os balões de pensamento de Garfield) e Realfield (que substitui Garfield por um gato mais realista que não responde).